# 野澤宏
野澤 宏（のざわ ひろし、1942年5月17日 - ）は、日本の実業家。富士ソフト株式会社創業者で、同社代表取締役を務めた。

## 人物・経歴
東京都世田谷区で電気屋の子として生まれる。神奈川県立平塚江南高等学校を経て、1966年東京電機大学工学部電子工学科卒業、大明電話工業（現ミライト）入社。
しかし、会社務めが「肌に合わず」、1967年に日本電子工学院（現日本工学院専門学校）電子計算部講師となる。
1970年横浜市左近山団地の自宅で富士ソフトウエア研究所（現富士ソフト）を設立、同社取締役に就任。1973年から代表取締役社長。
1998年には東京証券取引所1部に上場を果たした。2001年代表取締役会長。2004年代表取締役会長兼社長。2008年代表取締役会長。2009年会長。2011年会長執行役員。
2012年代表取締役会長執行役員に復帰。
2020年3月に取締役会長執行役員となり、2021年4月に取締役相談役となる。2023年3月取締役相談役を退任。